# Сатирическая журналистика
Сатирическая журналистика — это жанр журналистики, которая использует сатиру и юмор для комментирования и критики общественных явлений, политических событий и личностей.

#### История возникновения сатирической журналистики
Сатирическая журналистика берёт своё начало в народном творчестве, которое многократно и постоянно обращается к ней, как к орудию самозащиты и самоутешения от сильных и властных. В средневековой и новой Европе сатира развиваясь как самостоятельное творчество, имела сложные и разнообразные судьбы, выдвинув ряд известных имен: во Франции — Рабле, Вольтер, В. Гюго; в Англии — Свифт; в Германии —Брант, Гейне; у итальянцев — Ариосто, Альфиери; у испанцев — Сервантес.
Русская сатира существовала уже в XVII веке и раньше в народной повести, творчестве скоморохов. В XVIII веке сатира в России процветает. Появляются новые жанры. Создателем русской сатиры можно по праву считать А. Д. Кантемира. Следующий шаг в развитии отечественной сатиры был сделан А. П. Сумароковым, автором многочисленных книг о сатире, в которых он изложил свои теоретические воззрения на назначение данных произведений.
В 1760—1790-е в России один за другим открываются новые сатирические журналы: «Полезное увлечение», «Свободные часы», «Смесь», «Трутень», издаваемые И. А. Крыловым «Почта духов», «Зритель» и многие другие. Журнальная сатира все более тяготеет к жанру фельетона. Элементы сатиры появляются в романе и драме. Наиболее яркие образы сатиры в русской литературе представлены произведениями А. С. Грибоедова, Н. В. Гоголя, А. В. Сухово-Кобылина, Н. А. Некрасова. История русской сатиры начала XX века связана с деятельностью журналов «Сатирикон» (1908—1914) и «Новый Сатирикон» (1913—1918), в которых публиковались крупнейшие писатели-сатирики эпохи: А.Аверченко, Саша Черный (А.Гликберг), Тэффи (Н.Бучинская) и др. Журналы не избегали смелой политической сатиры, обращались к широкому кругу стихотворных и прозаических жанров, привлекали в качестве иллюстраторов выдающихся художников (Б.Кустодиева, К.Коровина, А.Бенуа, М.Добужинского и др.).
Среди наиболее заметных явлений отечественной сатиры XX века — лирика и пьесы В.Маяковского, проза М.Булгакова, М.Зощенко, И.Ильфа и Е.Петрова, драматические сказки Е.Шварца. В своём развитии сатира прошла разные стадии эволюции: возникла из народного творчества, но развилась как самостоятельное творчество; была представлена как орудие самозащиты и самоутешения, но стала орудием обличения проблем и недостатков в обществе. Сатирические жанры журналистики стали писаться особым «почерком», который характеризовался достоверностью описания, адресностью фактов, наличием «остроты» проблемы, «открытым забралом» в её преподнесении.

#### Сатирическая журналистика XVIII века
Новая полоса в развитии сатирической журналистики наступила в России с приходом на трон императрицы Екатерины II, а именно 1762 год. Умеренный либерализм, характерный на первых порах для ее правления, привел к некоторым переменам в обществе. Это создало условия для появления нового типа изданий — сатирических частных журналов. В 1769 г. Екатерина II выступает в качестве негласной издательницы сатирического журнала «Всякая всячина». В программу его входило «человеколюбивое», «снисходительное» высмеивание «вечных» общечеловеческих недостатков, не затрагивающее «особ» — реальных, живых носителей общественных пороков. Призывая следовать ее примеру, «Всякая всячина» писала: «Я вижу бесконечное племя Всякой всячины. Я вижу, что за нею последуют законные и незаконные дети…» Этим приглашением поспешили воспользоваться издатели других сатирических журналов. Вслед за «Всякой всячиной» появились «И то и сё» (1769) М. Д. Чулкова, «Смесь», «Адская почта», «Трутень» (1769—1770) Н. И. Новикова. Выдающийся русский просветитель и издатель Николай Иванович Новиков (1744—1818), издатель журнала «Трутень», выдвинул в противовес либерально-умеренной программе «Всякой всячины» программу иной — острой, общественно направленной сатиры. Только язвительная и беспощадная сатира «на лицо», по утверждению Новикова, может стать типической. И лишь тогда она со временем может приобрести также общечеловеческое значение.
Сатира Новикова была идейно тесно связана с предшествующей русской сатирической литературой XVIII в. от Кантемира до Сумарокова. Эпиграф к «Трутню» — «Они работают, а вы их труд ядите» — заимствован из притчи Сумарокова «Жуки и пчелы». В образах «Злорадов», «Стозмеев», «Себелюбов», «Несмыслов», «Недоумов», «Безрассудов» Новиковым и его сотрудниками выведена целая галерея вельможных «трутней». Все они полагают, что «крестьяне не суть человеки», и забывают, что в барине и слуге, помещике и крестьянине одна и та же плоть и кровь. Не затрагивая, подобно своим предшественникам, первопричины бедственного положения крестьян, крепостного права, Новиков тем не менее открыто и смело ополчался на «худых помещиков», которые «едва ли достойны быть рабами у рабов своих».

#### Сатирическая журналистика XIX века
В 19 веке волна обличительной литературы нашла отражение в появлении юмористических и сатирических уличных листков («Ералаш», «Муха», «Не журнал и не газета», «Потеха» и др.) и журналов («Весельчак», «Гудок», «Заноза», «Оса»), ориентированных на невзыскательного городского обывателя, ищущего развлекательного чтения, пикантных новостей, анекдотов, разоблачений. Более определенно черты сатирического издания проявились в сатирическом отделе «Свисток» журнала «Современник» и в журналах «Искра» и «Будильник». Еженедельный журнал с карикатурами стала «Искра» (1859—1873), основанная в Петербурге художником-карикатуристом Н. А. Степановым и поэтом В. С. Курочкиным. Журнал сразу обратил на себя внимание остротой, злободневностью и разнообразием содержания, большим количеством иллюстраций, широким кругом авторов. Руководители издания Курочкин и Степанов хорошо дополняли друг друга. Ярким представителем сатиры в журналистике 19 века стал еженедельный журнал «Будильник» (1865—1871). Статьи и карикатуры «Будильника» были посвящены социальным противоречиям, произволу, насилию, взяточничеству, неправедности судов. Постоянной темой было положение крестьянства после реформы. Карикатуры журнала изображали мироедов, наживающихся на бедах крестьян. В статьях писалось о жизни крестьян, ушедших на заработки в город, о нечеловеческих условиях труда, об эксплуатации детей. В журнале много места уделялось международным событиям. В отделе «Политические шалости» в форме юмористических заметок, рассказов, очерков, карикатур печатались обозрения «политической жизни иностранных государств». В «Будильнике» принимали участие многие авторы «Искры». Однако, несмотря на то, что в «Будильнике» и «Искре» было немало общих сотрудников, часто совпадали адресаты их критики и сатиры, обнаруживались общие темы выступлении, «Будильник» все же не сумел подняться на искровский уровень популярности. Он уступал «Искре» в яркости и остроте сатиры, в весомости полемических выступлений. «Гудок», редактировать который был приглашён Минаев, стал выходить с начала 1862 г. Издателем его был Ф. Т. Стелловский, до этого выпускавший еженедельную газету «Русский мир». Важнейшее значение для издания имели социальные проблемы. Много места уделялось крестьянскому вопросу, положению «освобождённого» мужика. Мишенями для «Гудка» служили суд, администрация, чиновники, цензура, полиция и другие органы царского самодержавия.

#### Сатирическая журналистика XX века
Первая русская революция вызвала огромный количественный рост сатирических изданий. Обличительная стихия, многократно увеличившаяся в революционные дни, не могла обойтись без традиционного для русской литературы оружия — смеха. Сатирические песенки, стихи, карикатуры стали непременным атрибутом русских сатирических журналов этого времени. Около четырех сотен тонких, разрисованных злыми и смешными карикатурами журналов стали издаваться в русских городах. «Пулемет» Н. Г. Шебуева, «Сигнал» К. И. Чуковского, «Жупел» З. Гржебина, «Маски» С. Чехонина и многие другие оказывались в центре политических скандалов, слухов и разговоров, вызванных острой карикатурой, фельетоном или броским названием. Аркадий Аверченко вспоминал: «Как будто кроваво-красная ракета взвилась в 1905 г. Взвилась, лопнула и рассыпалась сотнями кроваво-красных сатирических журналов, таких неожиданных, пугавших своей необычностью и жуткой смелостью. Все ходили, задрав восхищено головы и подмигивая друг другу на эту яркую ракету. — Вот она где, свобода-то!». Всю Россию обошёл первый номер журнала Н. Г. Шебуева «Пулемёт», вышедший 13 ноября 1905 г. На последней странице обложки был изображен кровавый отпечаток ладони на тексте Манифеста 17 октября. Подпись под рисунком гласила: «К сему листу свиты его величества генерал-майор Трепов руку приложил». Трепов заслужил особую славу своими действиями по усмирению Петербурга. В сатирических журналах 1905—1907 гг. на первый план выходила карикатура, рисунок. Очень часто живописная часть формировала журнал, текст только дополнял рисунки. Поэтому участие хороших художников создавало успех журналу. После подавления революции, «когда наступило северное утро, на том месте, где взвилась ракета, нашли только полуобгоревшую бумажную трубку, привязанную к палке — яркому символу всякого русского шага», — так заканчивал свои воспоминания о сатирических журналах 1905 г. А. Аверченко. С именем А. Аверченко связана история двух сатирических журналов, существовавших достаточно долго и сыгравших особую роль в русской жизни, — «Сатирикон», и «Новый Сатирикон». Журнал вышел 3 апреля 1908 г. в самый мрачный период реакции. Учитывая характер времени, он, по замыслу редакции, «должен был соединять олимпийское спокойствие, жизнестойкость, ясность и здравый смысл с критическим изображением современных событий и общественных нравов». Кроме Аверченко, в журнале активно работали поэты-«сатириконцы», самым известным из которых стал Саша Черный, печатались Н. А. Тэффи, П. П. Потемкин, иногда Л. Н. Андреев, А. И. Куприн, А. Н. Толстой. Особо прославили журнал его художники, кроме постоянных карикатуристов Н. В. Ремизова, А. Яковлева и А. Юнгера, в оформлении принимали участие А. Бенуа, Б. Кустодиев, К. Коровин, М. Добужинский, Л. Бакст. Издание приобрело такое влияние, которого даже не ожидали его создатели и участники. Материалы журнала цитировали с трибуны Государственной думы, читатели горячо обсуждали напечатанное. «Сатирикон» стал значительным явлением не только в истории русской журналистики, но и общественно-политической и культурной жизни страны.
Двадцатый век называют золотым веком для сатирической журналистики, именно в то время из-за неспокойного политического настроения, рождались самые талантливые и интересные издания с острой критикой.

#### Сатирическая журналистика XXI века
В настоящее время сатирическая журналистика активно развивается на Западе, в России же данный вид публицистики не так популярен, как это было ранее. Ярким представителем сегодняшней сатирической журналистики является французский журнал Charlie Hebdo, испанский журнал El Jueves, американский журнал The Onion, украинский Шершень, болгарская сатирическая газета Стыршел, российская газета ШТЫКЪ.